# Nick Easter
Pour les articles homonymes, voir Easter (homonymie).

a Compétitions nationales et continentales officielles uniquement.

b Matchs officiels uniquement.
Dernière mise à jour le 29 juillet 2016.
Nicholas James Easter dit « Nick Easter », né le 15 août 1978 à Epsom (Angleterre), est un joueur international anglais de rugby à XV évoluant au poste de troisième ligne centre ou de deuxième ligne (1,93 m pour 115 kg). Il joue avec le club des Harlequins en Premiership depuis 2004, ainsi qu'en équipe d'Angleterre depuis 2007.
Il est le fils du joueur de squash John Easter et le frère aîné du joueur des Sale Sharks Mark Easter.

## Biographie
Absent de l'équipe nationale depuis le quart de finale perdu face à la France en 2011, il fait partie du groupe annoncé par Stuart Lancaster pour jouer le tournoi des 6 nations 2015.

## Carrière

### En club
- ????-2001 : Rosslyn Park FC
- 2001-2004 : Orrell RUFC
- 2004-2016 : Harlequins

### En équipe nationale
Il a obtenu sa première cape internationale le 10 février 2007 à l’occasion d’un match contre l'équipe d'Italie à Twickenham (Angleterre).

## Palmarès

### En club
- Vainqueur du Challenge européen en 2011 avec les Harlequins
- Vainqueur de la Premiership en 2012 avec les Harlequins
- Vainqueur du RFU Championship en 2006 avec les Harlequins
- Vainqueur de la National League One en 2002 avec le Orrell RUFC
- Vainqueur de la Coupe anglo-galloise en 2013 avec les Harlequins

### En équipe nationale
- Vainqueur du Tournoi des Six Nations en 2011
- Finaliste de la Coupe du monde en 2007

## Statistiques en équipe nationale
- 54 sélections (47 fois titulaire, 7 fois remplaçant)
- 45 points (9 essais)
- 2 fois capitaine le 20 novembre 2010 contre les Samoa et le 19 mars 2011 contre l'Irlande
- Sélections par année : 12 en 2007, 8 en 2008, 7 en 2009, 11 en 2010, 9 en 2011, 7 en 2015
- Tournois des Six Nations disputés : 2007, 2008, 2009, 2010, 2011, 2015

En Coupe du monde :
- 2007 : Finaliste, 6 sélections (Afrique du Sud, Samoa, Tonga, Australie, France, Afrique du Sud)
- 2011 : 3 sélections (Argentine, Écosse, France)
- 2015 : 2 sélections (Australie, Uruguay)